# Pier Luigi Bellini delle Stelle
Pier Luigi Bellini delle Stelle, nome di battaglia Pedro (Firenze, 14 maggio 1920 – San Donato Milanese, 25 gennaio 1984), è stato un partigiano, avvocato e antifascista italiano.
Comandante del distaccamento "Puecher" della 52ª Brigata Garibaldi "Luigi Clerici" operante tra il 1944 e il 1945 nell'alto lago di Como alle pendici del monte Berlinghera nei pressi di Sorico. L'episodio che lo ha reso famoso è la cattura di Benito Mussolini avvenuta il 27 aprile del 1945 a Musso, nei pressi di Dongo.

## Biografia

### Origini familiari, studi e ingresso nella resistenza
Di nobili origini familiari, è figlio di un colonnello che per motivi di carriera militare trasferisce la famiglia a Pistoia nel 1926. A Pistoia Pier Luigi Bellini delle Stelle frequenta le scuole locali fino al ginnasio del liceo classico Forteguerri, dove trova come compagno di classe un altro futuro partigiano toscano, Silvano Fedi. Nel 1936 la famiglia torna a Firenze, dove termina gli studi laureandosi in giurisprudenza all'Università di Firenze.
Nel giugno del 1944 Bellini lascia Firenze e negli Appennini incomincia la vita da partigiano. Successivamente si unisce alla lotta contro il nazi-fascismo sulle montagne attorno al lago di Como, inquadrato nel distaccamento "Puecher" della 52ª Brigata Garibaldi "Luigi Clerici", agli ordini di Luigi Canali, il "Capitano Neri", con il grado di sottotenente e il nome di battaglia “Pedro”. Quando, nel gennaio 1945, Canali è catturato e torturato dalle Brigate Nere di Como, Bellini gli subentra al comando del distaccamento; al rientro dalla prigionia, Canali assume la carica di capo di stato maggiore, lasciando a Bellini il comando della formazione partigiana lariana.

### L'arresto di Mussolini e i fatti di Dongo
Il 27 aprile 1945, intorno alle sette del mattino, a un posto di blocco allestito poco oltre Musso dalla brigata comandata da Bellini delle Stelle, viene bloccato un convoglio militare in ritirata lungo circa un chilometro, composto da circa duecento soldati della contraerea tedesca, e alcune auto italiane, con a bordo, presumibilmente, numerosi fascisti in fuga. In seguito a trattative, i tedeschi ottengono il permesso di poter proseguire dopo un'ispezione, ma gli italiani presenti dovranno consegnarsi. Verso le ore 15, scortato il convoglio a Dongo, è effettuata un'ispezione di tutti i veicoli. Occultato in fondo al pianale di uno dei camion tedeschi, con indosso un cappotto e un elmetto da sottufficiale della Wehrmacht, è smascherato il capo del fascismo Benito Mussolini, prontamente arrestato dal vice commissario politico Urbano Lazzaro "Bill".
Oltre che da "Bill", Bellini delle Stelle è coadiuvato dal commissario politico Michele Moretti “Pietro Gatti” e dal capo di stato maggiore Luigi Canali (Capitano Neri). Tra i gerarchi al seguito del dittatore, sono arrestati e condotti al municipio di Dongo, anche Francesco Maria Barracu, sottosegretario alla presidenza del Consiglio, Alessandro Pavolini, Ministro segretario del PFR, Ferdinando Mezzasoma, Ministro della Cultura Popolare, Augusto Liverani, Ministro delle Comunicazioni, Ruggero Romano, Ministro dei Lavori Pubblici, Paolo Zerbino, Ministro dell'Interno. Sono fermati anche l'amante del duce Claretta Petacci e suo fratello Marcello.
In base alle clausole dell'armistizio di Cassibile, Mussolini doveva essere consegnato vivo agli alleati. In attesa di decisioni in merito, e temendo per la sua incolumità, Bellini delle Stelle, intorno alle 18:30 del 27 aprile, trasferisce l'ex duce nella caserma della Guardia di Finanza di Germasino, un paesino sopra Dongo. Intorno all'1:00 di notte, Mussolini viene prelevato e fatto salire su una vettura, con il capo fasciato per non farlo riconoscere. Di nuovo a Dongo, è riunito alla Petacci, su richiesta di quest'ultima; poi i due prigionieri sono trasportati su due vetture, con a bordo, oltre a Pedro, anche il Capitano Neri, Gatti, la staffetta Giuseppina Tuissi "Gianna" e i giovani partigiani Guglielmo Cantoni "Sandrino" e Giuseppe Frangi "Lino" e condotti verso il basso lago.
Neri, d'accordo con Moretti, è del parere di trasferire Mussolini in una baita a Brunate, sopra a Como, per motivi tuttora non completamente accertati. Giunti a Brienno, tuttavia, ci si rende conto che è troppo rischioso procedere oltre. L'intenzione di "Pedro" è invece di porre in salvo Mussolini, essendo stato contattato dal tenente colonnello Sardagna, rappresentante del CVL a Como - su ordine del comandante generale Raffaele Cadorna - che aveva predisposto un traghettamento del prigioniero dal molo di Moltrasio sino alla villa superprotetta sul Lago di Como dell'industriale Remo Cademartori. "Pedro" riesce quindi a convincere il gruppo a dirigersi verso Moltrasio ma, giunti sul molo, non viene rinvenuta nessuna imbarcazione.
Intorno alle ore 3:00 di notte del 28 aprile, Mussolini e la Petacci sono quindi fatti scendere e alloggiare a Bonzanigo, una frazione di Tremezzina, presso una famiglia di conoscenti di lunga data del Capitano Neri (casa De Maria). Il giorno dopo, nel primissimo pomeriggio, giungono a Dongo, Walter Audisio, “colonnello Valerio”, ufficiale addetto al comando generale del CVL e Aldo Lampredi "Guido" ispettore del comando generale delle Brigate Garibaldi e uomo di fiducia di Luigi Longo, con il supporto di quattordici partigiani, agli ordini del comandante Alfredo Mordini "Riccardo" e di Orfeo Landini "Piero".
Intorno alle 14:30 il comandante Pier Luigi Bellini delle Stelle riceve "Valerio", che gli comunica di aver avuto l'ordine di fucilare Mussolini e gli altri prigionieri. Dopo aver preso visione delle credenziali, e ritenendole sufficienti, "Pedro" - presenti Neri e Moretti - gli dà il suo consenso. Intorno alle 15:00, Audisio costringe Bellini e Lazzaro a consegnargli la lista dei prigionieri arrestati il giorno prima e ne individua quindici, perché siano giustiziati in rappresaglia di un egual numero di partigiani fucilati dai tedeschi il 10 agosto 1944, in Piazzale Loreto a Milano. Tra di essi sono compresi tutti i sei ministri succitati della Repubblica Sociale Italiana.
Alle 15:15 Audisio si muove verso il luogo dove l'ex dittatore è prigioniero. Sono con lui Aldo Lampredi "Guido" e Michele Moretti “Gatti”, che vi era già stato la notte prima. La fucilazione dell'ex dittatore e di Clara Petacci viene eseguita tra le 16:00 e le 16:30 dello stesso 28 aprile 1945, nel comune di Tremezzina, in provincia di Como. Alle ore 17:00, sul lungolago di Dongo, è eseguita la fucilazione dei quindici prigionieri fascisti oggetto della rappresaglia, da parte della squadra di partigiani dell'Oltrepò Pavese, giunti al seguito di Audisio e Lampredi. A essi viene aggiunto anche Marcello Petacci, inizialmente scambiato per Vittorio Mussolini; il condannato tenta la fuga a nuoto nel Lago di Como, ma è raggiunto da raffiche di mitra dei partigiani locali e muore anch'esso. Il suo corpo sarà poi ripescato.
Nelle settimane successive verranno uccisi misteriosamente sia Luigi Canali (il Capitano Neri), che la staffetta Giuseppina Tuissi ("Gianna").

### Il dopoguerra

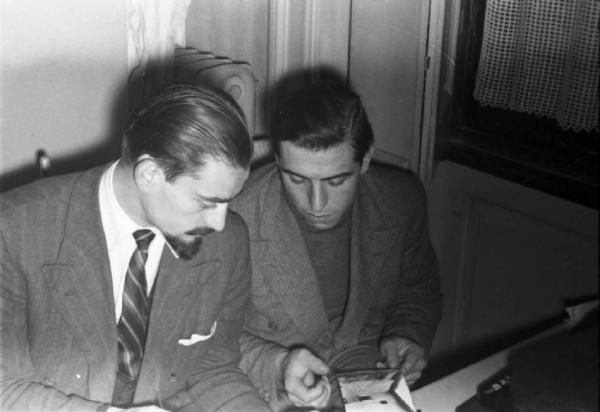
Pier Luigi Bellini in compagnia di Urbano Lazzaro, fotografia di Federico Patellani (1945)

Terminata la guerra, Bellini, sposato con Miriana Berio, si chiude in uno stretto riserbo, e diviene prima addetto stampa dell'IRI, e poi funzionario dell'Eni e della Snam, a Metanopoli nel comune di San Donato Milanese.
Il 31 maggio 1955 Pier Luigi Bellini delle Stelle è citato dalla famiglia Petacci davanti al tribunale civile di Como per un risarcimento di 100 milioni di lire, per danni materiali e morali conseguenti all'uccisione di Marcello Petacci. Nel 1965 tale procedimento confluirà in quello istruito dalla Procura penale di Milano che, due anni dopo, assolverà Bellini con la motivazione che la responsabilità dei fatti di Dongo doveva essere imputata a Walter Audisio, il colonnello Valerio, essendo quest'ultimo superiore in grado.
Il nome di Bellini torna alla ribalta anche in occasione del processo di Padova del 1957, sulle vicende dell'oro di Dongo; egli dichiara di essere estraneo alla vicenda, avendo rivestito soltanto compiti militari. Passa gli ultimi anni di vita assieme a moglie e famiglia nella casa di Radicondoli, nel senese, e muore il 25 gennaio 1984 a San Donato Milanese.

## Nella cultura di massa

### Filmografia
Nel film del 1974 Mussolini ultimo atto, diretto da Carlo Lizzani, Bellini delle Stelle è interpretato da Lino Capolicchio.

## Opere
Pier Luigi Bellini delle Stelle, Urbano Lazzaro, Dongo ultima azione, Edizioni periodici Mondadori, Milano, 1962.